# Gonzalo Beitia
Gonzalo Díaz Beitia (Sestao, 11 de julio de 1937) es un exjugador de fútbol español que jugaba como delantero.

## Carrera
Después de comenzar en la Segunda División con el primer equipo del Barakaldo CF, en 1954, se trasladó al Athletic Club con el que comenzó en la Primera División en la temporada 1957-1958. Debutó el 6 de octubre de 1957, en un empate a dos goles contra el Osasuna, en el Sadar. En 1958 ganó la Copa, aunque sin jugar ningún partido.
Durante la temporada 1958-1959, Díaz Beitia fue cedido a la AD Ceuta, regresando para la campaña siguiente al Athletic Club. En 1960, fue fichado por el FC Barcelona, con quien jugó cinco partidos de liga.
En 1961 se unió al CD Tenerife, donde estuvo dos temporadas. En 1963, fue fichado por el Atlético de Madrid.
Terminó su carrera en 1967 después de una temporada con la UD Salamanca. En total, jugó 192 partidos en las categoría profesional, marcando 41 goles.
También desarrolló su labor como entrenador, destacando su paso por el Bilbao Athletic en la temporada 1981-82.

## Clubes
| Periodo   | Club                    | País   | Partidos | Goles |
| 1955-1957 | Barakaldo CF            | España | 46       | 7     |
| 1957-1960 | Athletic Club           | España | 33       | 7     |
| 1958-1959 | Atlético Ceuta (cedido) | España | 15       | 3     |
| 1960-1961 | FC Barcelona            | España | 5        | 0     |
| 1961-1963 | CD Tenerife             | España | 46       | 11    |
| 1963-1964 | Atlético de Madrid      | España | 8        | 1     |
| 1964-1966 | CE Constància           | España | 39       | 11    |
| 1966-1967 | UD Salamanca            | España | 5        | 0     |

## Palmarés
| Título                | Club          | País   | Año  |
| --------------------- | ------------- | ------ | ---- |
| Copa del Generalísimo | Athletic Club | España | 1958 |